# Saint-Alban-d’Hurtières
Saint-Alban-d’Hurtières – miejscowość i gmina we Francji, w regionie Owernia-Rodan-Alpy, w departamencie Sabaudia.
Według danych na rok 1990 gminę zamieszkiwało 211 osób, a gęstość zaludnienia wynosiła 11 osób/km² (wśród 2880 gmin regionu Rodan-Alpy Saint-Alban-d’Hurtières plasuje się na 1416 miejscu pod względem liczby ludności, natomiast pod względem powierzchni na miejscu 535).